# Franco Mirabelli
Franco Mirabelli (Milano, 9 febbraio 1960) è un politico italiano, dal 15 marzo 2013 senatore della Repubblica per il Partito Democratico.

## Biografia
Si è diplomato al liceo scientifico Luigi Cremona di Milano e ha studiato economia politica all'Università commerciale Luigi Bocconi.
Ha fatto esperienze di volontariato sociale prima a Gemona dopo il terremoto del Friuli nel '76, e poi quello in Irpinia nel '80, e nei movimenti per i diritti civili e per la difesa dell’ambiente, e occupandosi, tra i primi, ed in stretto rapporto coi comitati di cittadini, dei temi della sicurezza e della vivibilità della città, affiancando a questo impegno quello per l’affermazione dei diritti delle minoranze (immigrati, omosessuali) e quello contro la droga.
Nel 2022 scopre di essere malato di Sla.

### Gli inizi in politica
Iscritto al Partito Comunista Italiano (PCI), dove ha fatto parte della sua organizzazione giovanile: la Federazione Giovanile Comunista Italiana, di cui è stato segretario provinciale di Milano, nel 1991 aderisce alla svolta della Bolognina di Achille Occhetto dal PCI al post-comunista Partito Democratico della Sinistra, per poi confluire nel 1998 con la svolta di Massimo D'Alema ai Democratici di Sinistra (DS), di cui ha ricoperto il ruolo di coordinatore cittadino a Milano.
Dal 2000 al 2001 è stato consigliere comunale d'opposizione di Milano.
Alle elezioni amministrative del 2004 ha coordinato la coalizione di centro-sinistra a sostegno del candidato alla presidenza della Provincia di Milano Filippo Penati.
Alle elezioni regionali in Lombardia del 2005 si candida per i DS nella lista "Uniti nell'Ulivo", a sostegno di Riccardo Sarfatti, venendo eletto nella circoscrizione di Milano con oltre 13.000 preferenze in consiglio regionale della Lombardia, dove si è occupato con particolare attenzione ai problemi dell'urbanistica nella commissione infrastrutture e trasporti.
È stato segretario provinciale dei DS da luglio 2004 fino alla nascita del Partito Democratico (PD) nel 2007, al quale aderisce e con il quale viene poi rieletto consigliere regionale alle elezioni regionali del 2010 nel medesimo collegio.
All'interno del PD è considerato membro della corrente cristiano sociale "AreaDem" guidata da Dario Franceschini, di cui è coordinatore regionale in Lombardia.

### Elezione a senatore
Nel dicembre 2012 partecipa alle elezioni primarie "Parlamentarie” del PD per scegliere i candidati al Parlamento alla imminenti elezioni politiche,venendo candidato al Senato della Repubblica, tra le liste del PD nella circoscrizione Lombardiain seconda posizione, venendo eletto senatore.
Nel corso della XVII legislatura è stato componente della 13ª Commissione Territorio, ambiente, beni ambientali (7 maggio 2013-6 marzo 2017), della 1ª Commissione Affari Costituzionali (6 marzo 2017-22 marzo 2018), della 14ª Commissione Politiche dell'Unione europea (15 maggio 2013-22 marzo 2018), della Commissione parlamentare antimafia (11 ottobre 2013-22 marzo 2018) e della Commissione parlamentare d'inchiesta sul sistema bancario e finanziario.

### Vice-capogruppo del PD al Senato
Alle elezioni politiche del 2018 viene ricandidato, tra le liste del PD nella medesima circoscrizione, e rieletto a Palazzo Madama.
Alle elezioni politiche anticipate del 2022 viene ricandidato al Senato, tra le liste del Partito Democratico - Italia Democratica e Progressista (PD-IDP) nel collegio plurinominale Lombardia - 02 in terza posizione, venendo riconfermato senatore. Nella XIX legislatura fa parte della 2ª Commissione Giustizia, della Commissione parlamentare antimafia, oltre a ricoprire l'incarico di vice-capogruppo del gruppo parlamentare PD-IDP al Senato.
Alle elezioni primarie del PD del 2023 sostiene la mozione della deputata Elly Schlein, assieme ad "Area Dem" di Franceschini, che risulterà vincente con il 53,75% dei voti.